# 和田康二
和田 康二（わだ こうじ、1978年 - ）は、日本のラグビー指導者。現在慶應義塾體育會蹴球部のGM及び慶應義塾高校ラグビー部ヘッドコーチを務めている。

## プロフィール
- 茨城県鹿嶋市出身[1]。
- 現役時代のポジションはスタンドオフ(SO)[2]。

## 来歴
1997年、清真学園高校卒業後、慶應義塾大学に入学。なお清真学園高校時代、高校日本代表に選ばれたことがある。
2000年、慶應義塾體育會蹴球部の主将に就任。
2001年、慶應義塾大学卒業後、ゴールドマン・サックスに入社。慶應義塾高校・慶應義塾大学のコーチを経て、2013年、慶應義塾體育會蹴球部の監督に就任。
2015年、監督を退任。
その後慶應義塾體育會蹴球部のGMを続けながら、2022年、慶應義塾高校ラグビー部のヘッドコーチに就任。